# Serravalle (Tessin)
Pour les articles homonymes, voir Serravalle.
Serravalle est une commune suisse du canton du Tessin.
Elle est composée des anciennes communes de Ludiano, Malvaglia et Semione, qui ont fusionné le 1er avril 2012.

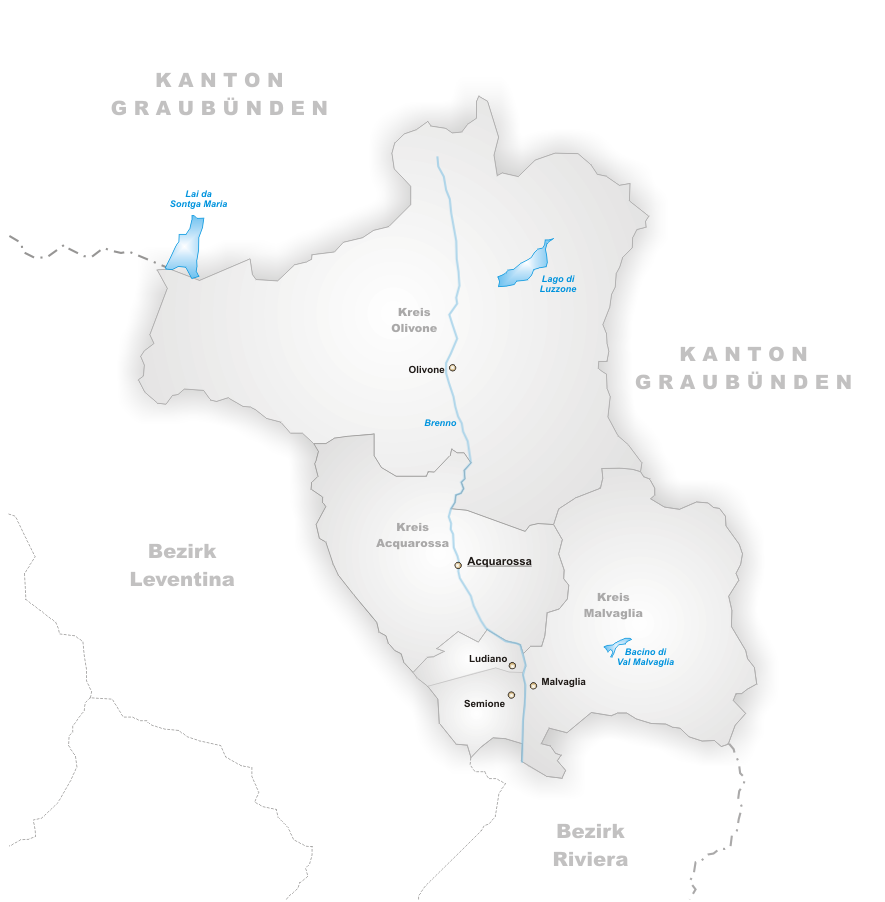
le district de Blenio avant la fusion

Avec une altitude de 3 218 mètres Vogelberg est le sommet le plus élevé de la commune. Le point le plus élevé de se trouve sur les pentes du Rheinwalrdhorn avec une altitude de 3 348 mètres.